# 2615 Saito
A 2615 Saito (ideiglenes jelöléssel 1951 RJ) a Naprendszer kisbolygóövében található aszteroida. Karl Wilhelm Reinmuth fedezte fel 1951. szeptember 4-én.